# José de Carvajal y Lancaster
José de Carvajal y Lancaster (ur. 16 marca 1698, zm. 8 kwietnia 1754 w Madrycie) – hiszpański mąż stanu. W latach 1746–1754 pełnił funkcję pierwszego sekretarza stanu.

## Życiorys
W roku 1741 on i Cristóbal Osorio, 5. hrabia Montijo byli hiszpańskimi reprezentantami na sejmie Rzeszy we Frankfurcie nad Menem.
José de Carvajal y Lancaster reprezentował typ polityka antymakiawelicznego. Był zwolennikiem rozwiązań pokojowych. Nie popierał celów, jakie stawiały sobie agentury szpiegowskie. Jego głównym oponentem był myślący bardziej makiawelicznie Zenón de Somodevilla y Bengoechea, markiz Ensenada.
José de Carvajal y Lancaster był także wielkim znawcą i miłośnikiem sztuk plastycznych i współzałożycielem Królewskiej Akademii Sztuk Pięknych św. Ferdynanda w Madrycie. Kawaler Orderu Złotego Runa.
Carvajal był przywódcą probrytyjskiej frakcji na dworze madryckim.